# Patrick Baumann
Patrick Baumann (Tivaoun, Senegal, 8 de enero de 1982), futbolista naturalizado suizo. Juega de volante y su equipo actual es FC Thun.

## Selección nacional
Ha sido internacional con la Selección de fútbol de Suiza Sub-21, ha jugado 73 partidos internacionales y ha anotado 16 goles.
- Datos: Q686365